# Astrid Meyer-Schubert
Astrid Meyer-Schubert (* 1956 in Holzminden) ist eine deutsche Philosophin, die heute in Wien lebt.

## Ausbildung und Lehre
Meyer-Schubert studierte ab 1977 an der Freien Universität Berlin Philosophie, Religionswissenschaft und Geschichte und erwarb dort 1984 ihren Magistertitel. Auch arbeitete sie  als Lehrbeauftragte für Religionswissenschaft an der FU Berlin. 1991 erfolgte ihre Promotion zum Dr. phil. mit dem Thema Mutterschoßsehnsucht und Geburtsverweigerung. Zu Schellings früher Philosophie und dem frühromantischen Salondenken. Ihr Doktorvater war der Religionswissenschaftler Klaus Heinrich. In den Jahren 2001–2003 lehrte sie über den Deutschen Idealismus und die Frühromantik im Rahmen eines von der Universität Bukarest organisierten Bildungsprogramms. Aus privaten Gründen übersiedelte sie nach Wien, wo sie bis heute als freie Publizistin, Veranstaltungsorganisatorin und Buchautorin tätig ist.
Ihre Themenschwerpunkte sind:
- Das vorgeburtliche Kind, seine Prägung im Mutterleib und deren Auswirkungen auf das weitere Leben.[1]
- Kritik an der Entwertung des Geistbegriffs im vorherrschenden wissenschaftlichen Weltbild und der damit einhergehende Identitätsverlust des europäischen Menschen.

Im Laufe der Jahre wandte sie sich immer mehr einer christlich fundierten Weltanschauung zu. Dabei sucht sie nach neuen Wegen der Vermittlung zwischen der christlich geprägten europäischen Kultur und der säkularen Welt, in der das Christentum zur Randerscheinung wurde. Meyer-Schubert beschäftigt sich auch mit  diversen Frauenmodellen unter christlichem Gesichtspunkt.

## Schriften

### Buchpublikationen
- Mutterschoßsehnsucht und Geburtsverweigerung. Zu Schellings früher Philosophie und dem frühromantischen Salondenken, Wien 1992, ISBN 3-900767-98-X.
- Über das Leiden des Menschen am Menschen, Traktat. Berlin 2003, ISBN 3-8280-1942-0.
- (Hrsg.) Mein erstes Universum. Welt und Würde des vorgeburtlichen Kindes, Be&Be Verlag, Heiligenkreuz 2015, ISBN 978-3-902694-81-2.[3]
- Der Zeit voraus. Zur Belebung der christlich-europäischen Kultur, Fromm Verlag, Saarbrücken 2017, ISBN 978-3-8416-0691-4.
- Philosophie des Anfangs. Auf dem Weg zur christlichen Geburt, Bernardus-Verlag, Abtei Mariawald 2019, mit Buchvorstellung, ISBN 978-3-8107-0312-5, 121 Seiten.[4]
- Weibliche Anthropologie aus christlicher Sicht. Der Radius des Glaubens. Lit-Verlag, Münster 2022 (kurze Buchvorstellung), ISBN 978-3-643-51113-3
- Marianische Eschatologie. Die letzte Wehe (=Theologische Plädoyers, 26), LIT-Verlag, Münster 2025, ISBN 978-3-643-51239-0[5]

### Wissenschaftliche Artikel (Auswahl)
- Denken und Technik. Zur Geschlechtlichkeit der Reflexion bei Heidegger. In: Heidegger: Technik – Ethik – Politik. Hrsg. R. Margreiter/K.Leidlmeir. Würzburg 1991, ISBN 3-88479-607-0.
- Weibliche Identität und fetales Selbst. Zum Verhältnis von Mutter und Fetus. In: Zeitschrift für Pränatalpsychologie und -medizin. Heidelberg 1993. ISSN 0943-5417
- Das weibliche Gewissen. Zum Problem der Ungeschichtlichkeit des Mutterbildes. In: Rationalität, Gefühl und Liebe im Geschlechterverhältnis. Hrsg. Charlotte Annerl, Ursula und Werner Ernst, Pfaffenweiler 1995, ISBN 3-8255-0071-3.
- Schopenhauer und die Hexe – Idee und Wille. In: Ethik und Vernunft. Schopenhauer in unserer Zeit. Hrsg. Wolfgang Schirmacher, Wien 1995, ISBN 3-85165-023-9.
- Gebären und Geboren werden. Anthropologie aus weiblicher Sicht. In: Zur Auffälligkeit des Leibes. Hrsg. Farideh Akashe-Böhme, Frankfurt 1995, ISBN 3-518-11734-3.
- Rhetorik in ihrer weiblichen Geschlechtsspezifik. Die feministische Linguistik. In: Temeswarer Beiträge zur Germanistik, Band 3, Hrsg. R. Nubert, Temeswar 2001, ISBN 973-585-353-1.
- Europa und das Christentum. Wozu braucht Europa Gott? In: Die Neue Ordnung. Begründet von Laurentius Siemer OP und Eberhard Welty OP. Hrsg. Institut für Gesellschaftswissenschaften Walberberg e.V., Heft 5, Oktober 2016, S. 341–353, ISSN 0932-7665; rezensiert von Werner Olles in Einsicht 1/2018
- Psychoanalytische Beichte. Die Frage der Schuld. In: Die Neue Ordnung. Begründet von Laurentius Siemer OP und Eberhard Welty OP. Hrsg. Institut für Gesellschaftswissenschaften Walberberg e.V., Heft 1. 2013, S. 53–62, ISSN 0932-7665 PDF
- Welt und Würde des vorgeburtlichen Kindes. In: Die Neue Ordnung. Begründet von Laurentius Siemer OP und Eberhard Welty OP. Hrsg. Institut für Gesellschaftswissenschaften Walberberg e.V., Heft 4. August 2014, S. 287–293, ISSN 0932-7665.
- Weltweite Christenverfolgung In: Die Neue Ordnung. Begründet von Laurentius Siemer OP und Eberhard Welty OP. Hrsg. Institut für Gesellschaftswissenschaften Walberberg e.V., Heft 4. August 2020, S. 252–264
- Maria und die Zukunft. Fragen christlicher Fruchtbarkeit In: Die Neue Ordnung. Begründet von Laurentius Siemer OP und Eberhard Welty OP. Hrsg. Institut für Gesellschaftswissenschaften Walberberg e.V., Heft 6. Dezember 2020, S. 436–445